# Polystichum falcinellum
Polystichum falcinellum là một loài dương xỉ thuộc họ Dryopteridaceae. Loài này được Olof Peter Swartz mô tả khoa học đầu tiên năm 1806.